# NGC 4233
NGC 4233 (другие обозначения — UGC 7311, MCG 1-31-37, ZWG 41.63, VCC 220, PGC 39384) — линзообразная галактика (SB0) в созвездии Девы. Открыта Уильямом Гершелем в 1785 году.
Балдж имеет практически круглую форму, его небольшое протяжение на 70° отклоняется от большой оси внешней оболочки. Наблюдения на Chandra и VLA показывают наличие компактного ядра. Распределение энергии источника в рентгеновском диапазоне соответствует степенному закону со степенью −0,09.
Этот объект входит в число перечисленных в оригинальной редакции «Нового общего каталога».
Галактика NGC 4233 входит в состав группы галактик NGC 4261. Помимо NGC 4233 в группу также входят ещё 31 галактика.